# Долту
Долту (рум. Doltu) — село в Фалештском районе Молдавии. Наряду с сёлами Ишкэлэу и Бургеля входит в состав коммуны Ишкэлэу.

## География
Село расположено на высоте 86 метров над уровнем моря.

## Население
По данным переписи населения 2004 года, в селе Долту проживает 1073 человека (526 мужчин, 547 женщин).
Этнический состав села:
| Национальность | Число жителей | Процентный состав |
| -------------- | ------------- | ----------------- |
| молдаване      | 1063          | 99.07             |
| украинцы       | 5             | 0.47              |
| русские        | 3             | 0.28              |
| прочие         | 2             | 0.19              |
| Всего          | 1073          | 100%              |